# Strážci Galaxie (film)
Strážci Galaxie (v anglickém originále Guardians of the Galaxy) je americký akční film z roku 2014, který natočil James Gunn podle komiksů o superhrdinském týmu Strážci galaxie. V hlavní roli Star-Lorda, jenž musí udržet pohromadě tým mimozemských vyděděnců, aby společně dokázali uniknout po krádeži mocného artefaktu, se představil Chris Pratt, který si tuto postavu zahrál i v navazujícím filmu Strážci Galaxie Vol. 2 (2017). Jedná se o desátý celovečerní snímek filmové série Marvel Cinematic Universe.

## Příběh
Krátce po smrti své matky v roce 1988 je malý Peter Quill unesen ze Země Pleniteli, skupinou vesmírných pirátů, které vede Yondu Udonta. O 26 let později se Quill, který si nyní říká Star-Lord, dostane na planetu Morag, kde ukradne Orb. Zadrží ho Korath, podřízený fanatického Ronana, příslušníka rasy Kree, nicméně Quill dokáže i s Orbem uniknout. Yondu se o Quillově zmizení dozví a vypíše odměnu za jeho dopadení, naopak Ronan vyšle vražedkyni Gamoru, aby Orb získala.
Když se Quill pokusí prodat Orb na Xandaru, hlavním světě říše Nova, Gamora jej přepadne a ukradne mu ho. Do potyčky se zapojí i dvojice lovců odměn: geneticky a kyberneticky vylepšený mýval Rocket a stromu podobný humanoid Groot. Jednotky Novy všechny čtyři zadrží a uvězní je v Kylnu. Zde se silný spoluvězeň Drax pokusí zabít Gamoru, protože je spojená s Ronanem, který zavraždil jeho rodinu. Quill ale přesvědčí Draxe, že Gamora je může vzít až k Ronanovi. Dívka jim však prozradí, že Ronana zradila, protože nechce, aby využil sílu Orbu k ničení planet (a Xandar by byl první z nich). Protože má pro Orb kupce, společně s Quillem, Rocketem, Grootem a Draxem začnou vymýšlet plán útěku z vězení.
Ronan se mezitím setká s Gamořiným adoptivním otcem, mocným titánem Thanosem (jenž dříve seslal na Zemi Lokiho a mimozemskou invazi), aby s ním probral její zradu. Quillova skupina se v jeho lodi Milano dostane z Kylnu a zamíří do Kdovíkde, odlehlé těžební kolonie plné kriminálníků, která vznikla uvnitř uťaté hlavy Nebeské bytosti. Opilý Drax pošle zprávu, v níž vyzve Ronana, zatímco ostatní zamíří na schůzku s Gamořiným kontaktem, sběratelem Taneleerem Tivanem. Ten otevře Orb, který skrývá jeden z Kamenů nekonečna – předmět nezměrné síly, která zničí vše, kromě nejmocnějšího tvora, který jej využívá. Tivanova utrápená asistentka náhle uchopí Kámen, což vyvolá explozi, která zničí Tivanův archiv s předměty.
Do Kdovíkde dorazí Ronan, jenž Draxe lehce porazí. Ostatní uniknou v lodích, jsou ale pronásledováni Ronanovými bojovníky a Gamořinou sestrou Nebulou. Ta zničí Gamořinu loď a nechá ji plout v prostoru, Ronanovi vojáci mezitím získají Orb. Quill zkontaktuje Yondua a následně se vrhne do volného prostoru, aby dal Gamoře svoji přilbu. Přiletí Yondu, který oba zachrání. Rocket, Drax a Groot vyhrožují, že na Yonduovu loď zaútočí, aby své druhy zachránili, Peter ale vyjedná příměří tím, že přesvědčí Yondua, že dokážou získat zpět Orb. Quillova skupina si je vědoma, že čelit Ronanovi znamená jistou smrt, ale zároveň ho nemohou nechat použít Kámen nekonečna, aby zničil celou galaxii. Na své vlajkové lodi Dark Aster zasadí Ronan do svého válečného kladiva získaný Kámen, čímž převezme jeho sílu. Kontaktuje Thanose a vyhrožuje mu, že ho po zničení Xandaru zabije. Nebula, která svého adoptivního otce nenávidí, se přidá k Ronanovi.
Poblíž Xandaru se Plenitelé a vojáci Novy střetnou s Ronanovou lodí, zatímco Quillově skupině se podaří dostat na její palubu. Ronan využije svoje kladivo, aby zničil plavidla Novy. Na Dark Asteru porazí Gamora Nebulu a ta uteče. Gamora poté odemkne Ronanovu komnatu, nicméně zjistí, že Kree disponuje mnohem větší silou, než oni. Pomůže jim Rocket, jenž narazí Milanem do lodi. Poškozený Dark Aster se zřítí na povrch Xandaru a Groot se obětuje tím, že vytvoří ochranný štít pro celou skupinu. Ronan opustí vrak lodi a chce zničit Xandar, Quill ho však vyruší, což umožní Draxovi a Rocketovi, aby zničili jeho kladivo. Peter vezme osvobozený Kámen a společně s Gamorou, Draxem a Rocketem jej využijí, aby zabili Ronana.
Po bitvě Quill obelstí Yondua, protože mu dá prázdný Orb, zatímco skutečný Kámen přenechá Nově. Po odletu Plenitelů z Xandaru Yondu poznamená, že bylo dobře, že nedodali Petera jeho otci tak, jak chtěl. Kriminální záznamy Quillovy skupiny, nyní známé jako Strážci Galaxie, jsou z vděčnosti Novanů vymazány a samotný Peter se na Xandaru dozví, že je pouze poloviční člověkem, neboť jeho otec byl prastarého a neznámého původu. Quill nakonec otevře poslední dárek, který dostal od matky těsně předtím, než zemřela: druhou kazetu s jejími oblíbenými písněmi. Strážci, kteří s sebou mají v květináči také malý řízek Groota, odletí v opraveném Milanu.
Zraněný Tivan sedí ve svém zničeném archivu se dvěma společníky: psím kosmonautem a antropomorfní kachnou.

## Obsazení

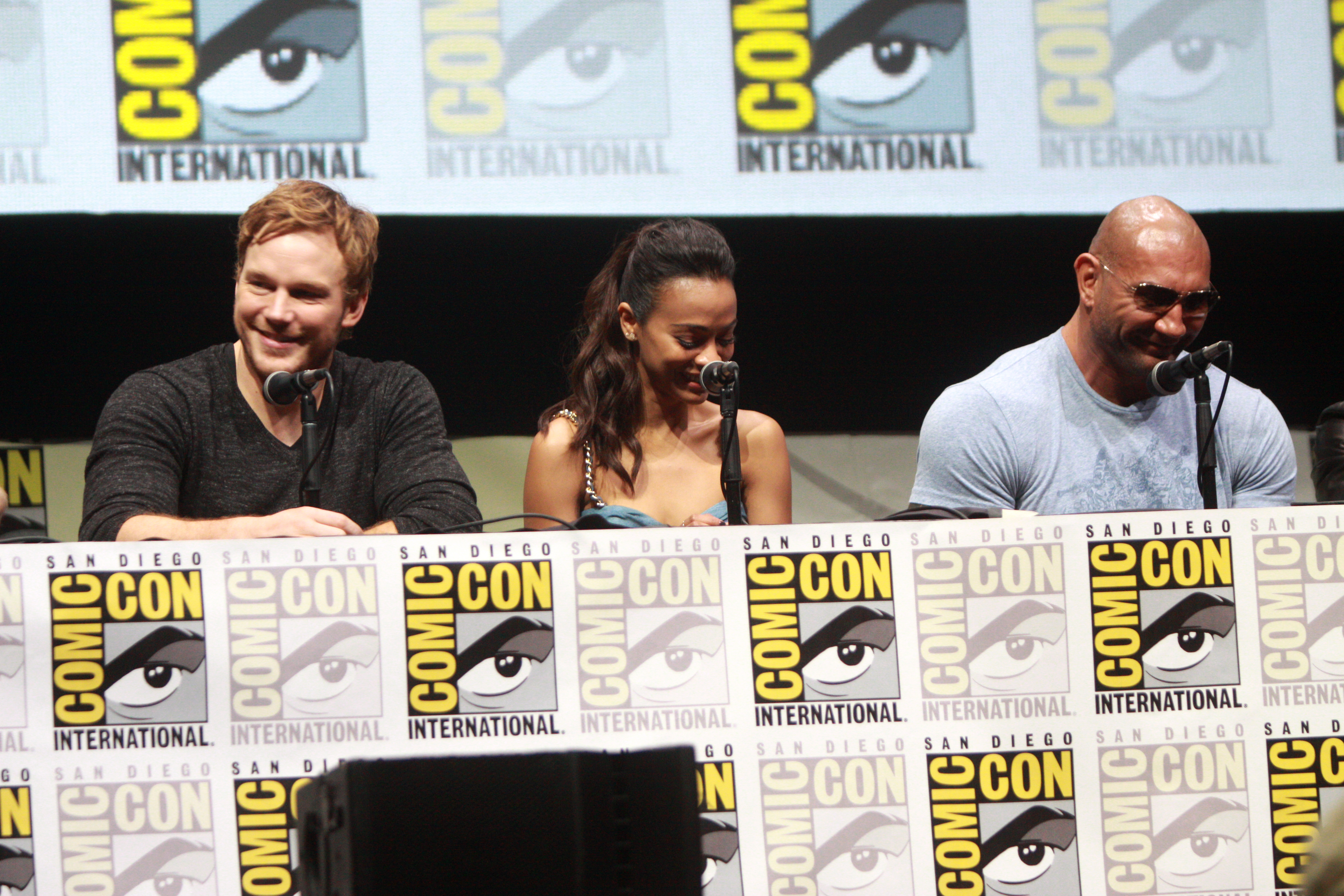
Chris Pratt, Zoe Saldana a Dave Bautista na Comic-Conu 2013

- Chris Pratt (český dabing: Roman Říčař) jako Peter Quill / Star-Lord
- Zoe Saldana (český dabing: Antonie Talacková) jako Gamora
- Dave Bautista (český dabing: Martin Zahálka) jako Drax Ničitel (v originále Drax the Destroyer)
- Vin Diesel (český dabing: Tomáš Bartůněk) jako Groot
- Bradley Cooper (český dabing: David Novotný) jako Rocket
- Lee Pace (český dabing: Petr Lněnička) jako Ronan Žalobce (v originále Ronan the Accuser)
- Michael Rooker (český dabing: Miroslav Táborský) jako Yondu Udonta
- Karen Gillanová (český dabing: Adéla Pristášová) jako Nebula
- Djimon Hounsou (český dabing: Martin Stránský) jako Korath
- John C. Reilly (český dabing: Hynek Čermák) jako Rhomann Dey
- Glenn Closeová (český dabing: Eliška Balzerová) jako Nova Prime Irani Rael
- Benicio del Toro (český dabing: Vladislav Beneš) jako Taneleer Tivan / Sběratel (v originále The Collector)
- Laura Haddocková (český dabing: Andrea Elsnerová) jako Meredith Quillová
- Sean Gunn (český dabing: Tomáš Borůvka) jako Kraglin
- Peter Serafinowicz (český dabing: Alexej Pyško) jako Garthan Saal
- Christopher Fairbank (český dabing: Jan Vágner) jako Překupník (v originále The Broker)

V dalších rolích se představili také Josh Brolin (Thanos) a Alexis Denisof (The Other). V cameo rolích se ve filmu objevili i James Gunn (jeden ze Sakaaranů), Nathan Fillion (hlas spoluvězně), Rob Zombie (hlas navigátora Plenitelů), Tyler Bates (pilot Plenitelů), Seth Green (hlas Howarda the Ducka) a Stan Lee (xandarianský muž).

## Produkce
Potenciální film podle komiksu Strážci galaxie zmínil prezident Marvel Studios Kevin Feige poprvé na Comic-Conu v roce 2010. Na draftu scénáře pracovala Nicole Perlmanová, jejíž verzi od počátku roku 2012 přepisoval James Gunn. Právě ten se v září téhož roku stal i režisérem chystaného snímku. Do hlavní role Petera Quilla byl v únoru 2013 obsazen Chris Pratt, jenž podepsal s Marvelem smlouvu na více filmů. V dalších měsících získali svoje role i další herci, včetně Benicia del Tora, který se v červnu 2013 rovněž dohodl na smlouvě uvádějící více celovečerních filmů.
Natáčení snímku s rozpočtem 170 milionů dolarů probíhalo v Londýně od počátku července do první poloviny října 2013. Postavy Groota a Rocketa byly vytvořeny kombinací CGI a motion capture, respektive rotoskopie.

## Vydání
Světová premiéra filmu Strážci Galaxie proběhla v hollywoodském kině Dolby Theatre 13. března 2014. Do kin byl uváděn od 31. července téhož roku, kdy se objevil i v české kinodistribuci. V kinech v USA byl promítán od 1. srpna 2014.

## Přijetí

### Tržby
V Severní Americe, kde byl promítán v 4080 kinech, utržil snímek během úvodního víkendu 94 320 883 dolarů a celkově 333 176 600 dolarů. V ostatních zemích utržil dalších 440 135 799 dolarů, celosvětové tržby tedy dosáhly 773 312 399 dolarů.
V České republice byl film uveden distribuční společností Falcon v 67 kinech. Za první víkend snímek utržil 5,7 milionů korun při návštěvnosti 37 969 diváků, celkově 26,0 milionů korun při návštěvností 175 337 diváků.

### Filmová kritika
Server Kinobox.cz na základě vyhodnocení 24 recenzí z českých internetových stránek ohodnotil film Strážci Galaxie 82 %. Server Rotten Tomatoes udělil snímku známku 7,8/10 a to na základě 289 recenzí (z toho 264 jich bylo spokojených, tj. 91 %). Od serveru Metacritic získal film, podle 52 recenzí, celkem 76 ze 100 bodů.

### Ocenění
Snímek byl nominován na Oscara v kategoriích Nejlepších vizuální efekty a Nejlepší masky a na devět žánrových cen Saturn, z nichž čtyři vyhrál (včetně kategorie Nejlepší komiksový film). Získal také žánrovou cenu Hugo.

### Navazující filmy
Díky komerčnímu úspěchu snímku byl v roce 2017 uveden do kin filmový sequel Strážci Galaxie Vol. 2, který je rovněž součástí série Marvel Cinematic Universe (MCU). Oznámena byla i příprava dalšího pokračování s předběžným názvem Guardians of the Galaxy Vol. 3, jenž by měl mít premiéru po roce 2021. Tým Strážců Galaxie se rovněž objevil v některých dalších snímcích filmové série Marvel Cinematic Universe.